# Alfa-szinuklein
Az alfa-szinuklein (aSyn) fehérje, amelyet az emberben az SNCA gén kódol. Ez neuronális fehérje, amely részt vesz a szinaptikus hólyagok forgalmának szabályozásában és a neurotranszmitterek felszabadításában.
Az alfa-szinuklein nagy mennyiségben található az agyban, kisebb mennyiségben a szívben, az izmokban és más szövetekben. Az agyon belül elsősorban a preszinaptikus neuronok axonterminálisaiban lokalizálódik. Ott kölcsönhatásba lép a foszfolipidekkel és más fehérjékkel.   A preszinaptikus terminálok neurotranszmittereket szabadítanak fel a szinaptikus vezikulumoknak nevezett speciális kompartmentekből, amelyek elengedhetetlenek a neuronális kommunikációhoz és a normál agyműködéshez.
A Parkinson-kórban és a kapcsolódó szinukleinopátiákban az alfa-szinuklein abnormális, oldhatatlan formái a neuronokban Lewy-testekként ismert zárványokként halmozódnak fel. Az SNCA gén mutációi a Parkinson-kór örökölhető formáihoz kapcsolódnak. A magképződési folyamat során az alfa-szinuklein az amiloid rostokra jellemző kereszt-béta-lemez szerkezetet vesz fel.
Az emberi alfa-szinuklein fehérje 140 aminosavból áll.  Az Alzheimer-kór amiloidjának nem-amiloid béta komponenseként (NAC) ismert alfa-szinuklein fragmentumot eredetileg egy amiloidban gazdag agyfrakcióból izolálták,ref name="Ueda 1993"/> és kimutatták, hogy a NACP nevű prekurzor fehérjéből származik. Ezt követően a NACP-t az elektromos ráják Torpedo neméből származó szinuklein humán homológjaként azonosították, aminek következtében átnevezték emberi alfa-szinukleinre.